# Humerana
Humerana là một chi động vật lưỡng cư trong họ Ranidae, thuộc bộ Anura. Chi này có 3 loài và không bị đe dọa tuyệt chủng.